# Alpine Skiweltmeisterschaften 1931/Slalom Frauen
Bei den 1. Alpinen Skiweltmeisterschaften 1931 in Mürren in der Schweiz wurde ein Wettbewerb im Slalom für Frauen ausgetragen. Dieser fand am 19. Februar 1931 auf der Wintereggstrecke statt. Zum ersten Weltmeisterin im Torlauf krönte sich die 17-jährige Engländerin Esmé MacKinnon.
Jede Nation durfte für den Wettbewerb sechs Skiläuferinnen nennen.
Für das Berühren bzw. kreuzen eines Tores wurden jeweils 6 Strafsekunden dazugerechnet. In der obigen Tabelle sind diese Strafsekunden in der Endzeit bereits inkludiert und zusätzlich gesondert ausgewiesen.

## Endergebnis
Datum: Donnerstag, 19. Februar 1931
Strecke: Wintereggstrecke; Höhenunterschied 160 m.
Teilnehmer: 18 gestartet; 18 gewertet
| Platz | St.Nr. | Sportler            | Land                   | Gesamt- zeit | Zeit 1. Lauf | Straf- sek. | Rang 1. Lauf | Zeit 2. Lauf | Straf- sek. | Rang 2. Lauf |
| ----- | ------ | ------------------- | ---------------------- | ------------ | ------------ | ----------- | ------------ | ------------ | ----------- | ------------ |
| 1     | 15     | Esmé MacKinnon      | Vereinigtes Königreich | 2:38,0 min   | 1:17,3 min   | -           | 1.           | 1:20,7 min   | -           | 4.           |
| 2     | 4      | Inge Lantschner     | Österreich             | 2:42,0 min   | 1:20,9 min   | -           | 2.           | 1:21,1 min   | -           | 6.           |
| 3     | 18     | Jeanette Kessler    | Vereinigtes Königreich | 2:42,3 min   | 1:22,3 min   | -           | 3.           | 1:20,0 min   | -           | 3.           |
| 4     | 3      | Audrey Sale-Barker  | Vereinigtes Königreich | 2:49,5 min   | 1:33,1 min   | 12,0 s      | 9.           | 1:16,4 min   | -           | 1.           |
| 5     | 6      | Freda Gossage       | Vereinigtes Königreich | 2:49,8 min   | 1:28,8 min   | -           | 4.           | 1:21,0 min   | -           | 5.           |
| 6     | 11     | Dorothy Credswon    | Vereinigtes Königreich | 2:50,6 min   | 1:29,3 min   | -           | 5.           | 1:21,3 min   | -           | 7.           |
| 7     | 14     | Rösli Rominger      | Schweiz                | 2:52,6 min   | 1:35,2 min   | -           | 10.          | 1:17,4 min   | -           | 2.           |
| 8     | 8      | Rösli Streiff       | Schweiz                | 3:01,8 min   | 1:31,7 min   | -           | 7.           | 1:30,1 min   | -           | 8.           |
| 9     | 12     | Ella Maillart       | Schweiz                | 3:03,5 min   | 1:32,5 min   | 6,0 s       | 8.           | 1:31,0 min   | -           | 9.           |
| 10    | 10     | Irma Schmidegg      | Österreich             | 3:15,7 min   | 1:29,4 min   | -           | 6.           | 1:46,3 min   | -           | 13.          |
| 11    | 2      | Mädi Schmidt        | Deutsches Reich        | 3:33,8 min   | 1:57,0 min   | -           | 13.          | 1:36,8 min   | -           | 10.          |
| 12    | 13     | Annemarie Kopp      | Deutsches Reich        | 3:39,0 min   | 1:58,3 min   | 12,0 s      | 14.          | 1:40,7 min   | -           | 11.          |
| 13    | 5      | Annemarie Honigmann | Deutsches Reich        | 3:49,3 min   | 1:53,1 min   | 6,0 s       | 11.          | 1:56,2 min   | -           | 16.          |
| 14    | 9      | Nell Carroll        | Vereinigtes Königreich | 4:14,9 min   | 2:24,4 min   | 12,0 s      | 15.          | 1:50,5 min   | 12,0 s      | 14.          |
| 15    | 7      | Emmy Ripper         | Österreich             | 4:15,1 min   | 1:56,5 min   | 6,0 s       | 12.          | 2:18,6 min   | 12,0 s      | 18.          |
| 16    | 16     | Helene Zingg        | Schweiz                | 4:15,2 min   | 2:31,1 min   | 12,0 s      | 17.          | 1:44,1 min   | 6,0 s       | 12.          |
| 17    | 1      | Elsie Roth          | Schweiz                | 4:25,9 min   | 2:32,3 min   | 6,0 s       | 18.          | 1:53,6 min   | -           | 15.          |
| 18    | 17     | Elsa Mende          | Schweiz                | 4:37,3 min   | 2:29,8 min   | 6,0 s       | 16.          | 2:07,5 min   | -           | 17.          |